# Alberto Arilla
Alberto Arilla est un joueur espagnol de tennis né le 16 ou le 24 décembre 1937 à Barcelone et mort le 5 septembre 2021 à Valence (Espagne),.

## Carrière
Vainqueur de Roland-Garros juniors en 1957.
1/8 de finale à Roland-Garros en 1965 (défaite contre Fred Stolle 7-9, 6-2, 3-6, 6-4, 6-3) et 1/32 en 1963.
Premiers tours à Wimbledon en 1958, 1961, 1962, 1963.
Joueur de Coupe Davis : 6 rencontres en 1958, 1959, 1961, 1963, notamment en double avec Manuel Santana, Andrés Gimeno et son frère José Luis Arilla. En double 4 victoires et 2 défaites et en simple 2 défaites.
Finale à Barcelone en 1959 perdu contre Manuel Santana (7-5, 6-4, 7-9, 6-2).
Demi à Barcelone en 1963 et quart à Valence en 1968.
Il bat Nicola Pietrangeli à Monte-Carlo en 1963